# Hyderabad FC
Hyderabad Football Club é um clube de futebol profissional indiano com sede na cidade de Hyderabad, Telangana. 

## História
O clube compete na Indian Super League e foi fundado em 27 de agosto de 2019, e substituiu o Pune City depois que eles foram dissolvidos e seus direitos de franquia foram vendidos ao empresário Vijay Madduri e ao ex-CEO do Kerala Blasters, Varun Tripuraneni.

Mais tarde, o ator Rana Daggubati entrou como um dos co-proprietários. O clube começou sua primeira temporada profissional em outubro de 2019.
Em 16 de junho de 2020, o clube alemão Borussia Dortmund fechou um acordo de parceria com o clube para o desenvolvimento da categoria de base. Hyderabad joga suas partidas no Estádio G.M.C Balayogi, no subúrbio de Hyderabad, com capacidade de 30.000 pessoas.
Hyderabad jogou sua partida inaugural em 25 de outubro de 2019, sofrendo uma derrota por 0 a 5 para o ATK e completou sua primeira temporada na Indian Super League em 10º lugar, não conseguindo se classificar para os playoffs. 
O clube ganhou seu primeiro título oficial, na temporada 2021-22 da ISL ao derrotar o Kerala Blasters por 3 a 1 nos pênaltis na final.
As cores do clube e o logotipo foram revelados em 21 de setembro de 2019 sendo o amarelo e preto. De acordo com o co-proprietário de Hyderabad, Vijay Madduri, o logotipo "é inspirado na história da cidade, agora esperamos que o HFC seja um grande impulso para o esporte na região ... na história e nas raízes da cidade."

## Títulos
Competições nacionais
- Superliga Indiana: 2021-22